# Oberauerkiel
Oberauerkiel ist ein Ortsteil der Gemeinde Böbrach im niederbayerischen Landkreis Regen.

## Lage
Oberauerkiel liegt in der Regensenke etwa fünf Kilometer südöstlich von Böbrach.

## Geschichte
Urcho (= althochdeutsch „Auerkuh“) wird bereits in einem Diplom Kaiser Karls III. vom 19. Juli 882 als Besitz von Kloster Metten erwähnt. Es handelte sich dabei ursprünglich nicht um einen Siedlungsnamen, sondern um einen Landschaftsnamen, der auf den Standort einer Auerkuh zurückgeht. Noch 1596 heißt der Ort Auerkhue und erst ab 1752 Auerkiel. Die  Abgrenzung zu Unterauerkiel tritt erstmals 1309 als Obern Awrchu auf, häufig erfolgte aber keine Differenzierung zwischen Ober- und Unterauerkiel.
Der Hauptmannschaft In der Grueb von 1538 entspricht die Obmannschaft Auerkiel von 1752. 1808 wurde aus der Obmannschaft Auerkiel und zum Teil der Obmannschaft Böbrach der Steuerdistrikt Auerkiel errichtet, der 1811 wiederum in die Gemeinden Auerkiel und Meindlgrub aufgeteilt war. Im Gemeindeedikt vom 17. Mai 1818 wurden die bisherigen Gemeinden Auerkiel und Meindlgrub jedoch der Gemeinde Böbrach unterstellt.
Nach dem Bau der Auerkieler Schule 1906 durch den Münchner Architekten Theodor Mayer wurde von Kooperator Georg Strohmeier 1910 ein Verein zur Erbauung einer Schulmesskapelle gegründet. Im September 1923 konnte die Schulkirche feierlich eingeweiht werden. Von 1945 bis 1967 wirkte hier ein eigener Seelsorger.

## Sehenswürdigkeiten
- Nebenkirche Herz Jesu. Sie wurde 1922/1923 erbaut. An Stelle des hölzernen Dachreiters wurde 1963 der bestehende Kirchturm errichtet und die Sakristei erweitert. Die sechs Glasfenster wurden von der Glasmalereianstalt Kurlander in Passau gefertigt.

## Vereine
- Freiwillige Feuerwehr Auerkiel
- Funkerclub Auerkiel
- Pfeifenclub Auerkiel
- Schützenverein Auerkiel